# Touchpad

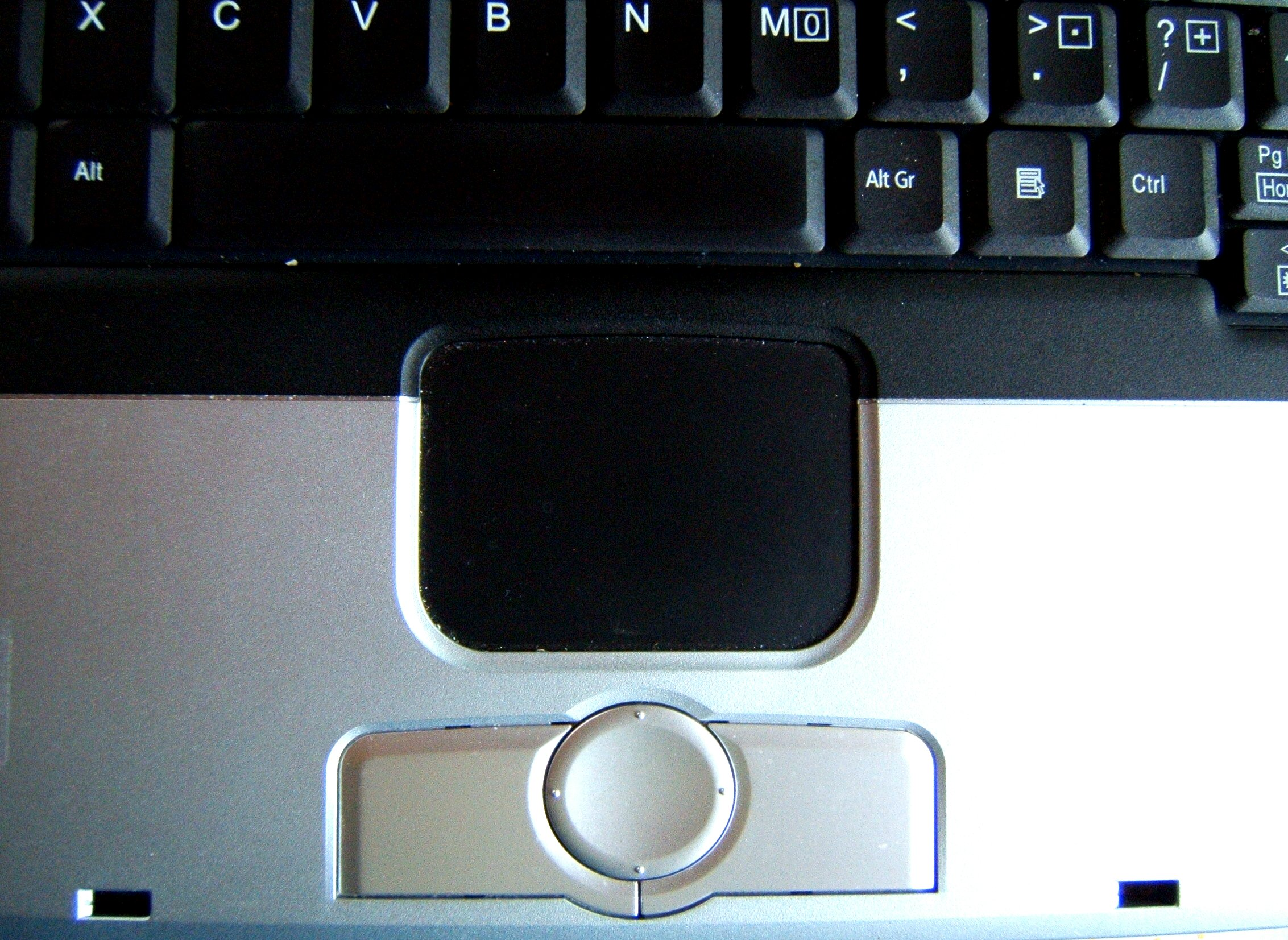
Voorbeeld van een touchpad: het zwarte vlak in het midden.

Een touchpad, soms ook trackpad of aanraakvlak genoemd, is een aanrakingsgevoelig oppervlak waarmee gemeten kan worden op welke plaats de gebruiker zijn vinger op het touchpad houdt.
Touchpads worden veelvuldig gebruikt in laptopcomputers als vervanging voor de muis, en bevinden zich gewoonlijk in het midden onder het toetsenbord. Het touchpad wordt bestuurd door een vinger over het oppervlak te bewegen; de cursor op het scherm zal daardoor in dezelfde richting bewegen. Bij de wat geavanceerdere modellen touchpad is de afstand waarover de cursor beweegt afhankelijk van de snelheid waarmee de vinger over het touchpad bewogen wordt: door langzaam te bewegen verplaatst de cursor zich minder ver dan wanneer de vinger snel over dezelfde afstand bewogen wordt. Het besturen van de cursor door middel van een touchpad vereist wel enige oefening, wil men tot exacte besturing komen vergelijkbaar met die van de muis. Met de meeste standaardinstellingen is een touchpad minder precies dan een muis.
Verder hebben sommige touchpads de eigenschap dat ze soms vanzelf klikken, zonder dat een knop wordt ingedrukt.
Onder het touchpad zelf zitten een of meer knoppen, die de functie van de muisknop(pen) hebben. Daartussen zit soms een extra (vierpunts)toets, die fungeert als een scrollwieltje dat men vaak op een muis vindt. Op sommige computers (bijvoorbeeld de Apple MacBook) kan de functie van het scrollwiel nagebootst worden door met twee vingers tegelijk over het touchpad te bewegen. Tegenwoordig zie je ook vaak dat de rechterkant van het touchpad functioneert als scrollwieltje. Dit kan door met één vinger langs de rechterkant van het tochpad omhoog of omlaag te bewegen.
Touchpads worden ook gebruikt bij andere apparaten dan laptops, zoals het zogenaamde klikwiel van de Apple iPod en mp3-spelers van Creative.
High-end laptops die worden gebruikt in de architectuur worden meestal voorzien van touchpad en touchstick. Een touchstick is een klein steentje in het midden van het toetsenbord, meestal tussen de letters G, H en B. De touchstick kun je besturen door een vinger op het steentje te leggen en in de gewenste richting te bewegen. Net zoals het touchpad vraagt het besturen van een touchstick enige oefening.